# Боа-Эсперанса-ду-Сул
Боа-Эсперанса-ду-Сул (порт. Boa Esperança do Sul)  —  муниципалитет в Бразилии, входит в штат Сан-Паулу. Составная часть мезорегиона Араракара. Входит в экономико-статистический  микрорегион Араракуара. Население составляет 14 021 человек на 2006 год. Занимает площадь 691,017 км². Плотность населения — 20,3 чел./км².
Праздник города —  21 июля. 

## История
Город основан в 1898 году.

## Статистика
- Валовой внутренний продукт на 2003 составляет 347.643.824,00 реалов (данные: Бразильский институт географии и статистики).
- Валовой внутренний продукт на душу населения на 2003 составляет 26.027,09 реалов (данные: Бразильский институт географии и статистики).
- Индекс развития человеческого потенциала на 2000 составляет 0,755  (данные: Программа развития ООН).

## География
Климат местности: субтропический. В соответствии с классификацией Кёппена, климат относится к категории Aw.